# Осредке
Осредке (словен. Osredke) — поселення в общині Дол-при-Любляні, Осреднєсловенський регіон, Словенія. 
Висота над рівнем моря: 383,9 м.